# Varissaari (ö i Kymmenedalen, Kouvola, lat 61,12, long 26,90)
Varissaari är en ö i Finland. Den ligger i sjön Repovesi, Luujärvi och Tihvetjärvi och i kommunen Kouvola i den ekonomiska regionen  Kouvola ekonomiska region  och landskapet Kymmenedalen, i den södra delen av landet, 150 km nordost om huvudstaden Helsingfors. Öns area är 2,8 hektar och dess största längd är 230 meter i sydöst-nordvästlig riktning.